# Calliscelio peyerimhoffi
Calliscelio peyerimhoffi är en stekelart som först beskrevs av Jean-Jacques Kieffer 1906.  Calliscelio peyerimhoffi ingår i släktet Calliscelio och familjen Scelionidae. Inga underarter finns listade.